# Infern - Cant vint-i-vuitè

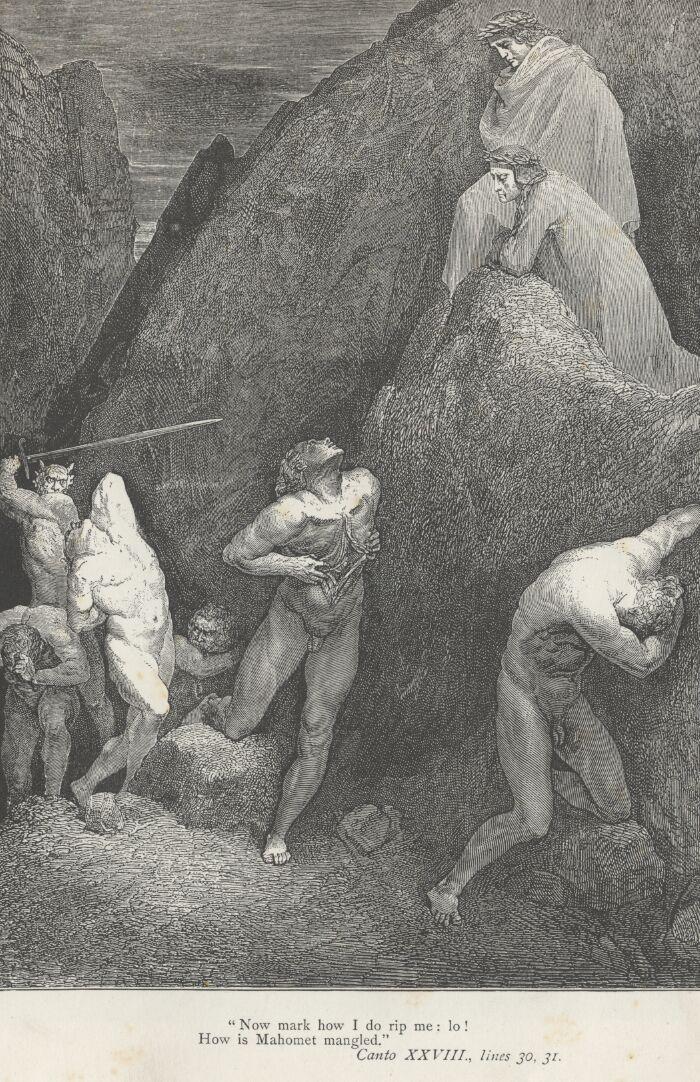
Infern cant vint-i-vuitè: els promotors de discòrdies. Gustave Doré

El cant vint-i-vuitè de l'Infern de Dante Alighieri té lloc a la novena fossa del vuitè cercle, on es castiguen els sembradors de discòrdies civils, els qui trenquen i tallen el cos de la societat, i que per tant mereixen anar tallats a trossos eternament a l'infern. En aquest cant apareix en primer lloc Mahoma, sembrador de discòrdia i culpable de cisma i divisió (perquè en aquell temps una faula suposava que inicialment havia estat cristià) i el seu cunyat Alí, Pier da Medicina, el Mosca i per acabar Bertran de Born que es presenta portant el seu cap tallat agafat amb la mà com si portés una llanterna. Tots van interpretant el seu paper successivament i sense interrompre's entre ells, expliquen el càstig a què són sotmesos i alguns li donen missatges profètics a Dante perquè els faci arribar a gent viva. Estem a la tarda del 9 d'abril de 1300 (dissabte sant), o segons altres comentaristes del 26 de març de 1300.

## Anàlisi del cant

### Els sembradors de discòrdia -vv. 1-21
El Cant s'inicia amb la reflexió de Dante que es troba en dificultats per descriure completament ("a pieno") la sang i les ferides de les ànimes que veu en aquest fossat, anunciat al final del cant anterior com aquell  "on paguen el pecat / els qui sembren la discòrdia entre la gent.", és a dir, aquells que van ser culpables de "desconnectar", en crear divisions i discòrdia entre les persones.
Ja sigui la llengua (entesa com el fet de dir les paraules adequades), ja sigui la capacitat mental per comprendre, li manquen a Dante per poder entendre el que veu, i llavors recorre a una llarga imatge figurativa: (paràfrasi) si es pogués reunir tota la gent que a la terra de la Pulla (entesa en sentit ampli, com el sud d'Itàlia), subjecta a la Fortuna, que pateix el treball i el dolor en la pròpia sang per les guerres violentes, i si tots aquests alcessin els seus membres ferits o tallats, no seria prou per igualar l'horror de la novena fossa plena d'ànimes mutilades.

Dante fa un llistat d'algunes guerres que van ensangonar la Itàlia meridional com fent-ne una comparació:
·  La que va provocar altes muntanyes d'anells dels Troians: La segona guerra púnica, en particular la batalla de Cannes, on Annibal derrotà als romans (presentats com a troians perquè segons l'Eneida de Virgili eren descendents d'Enees). Segons Titus Livi, després de la batalla, els cartaginesos van recollir tots els anells d'or trets de les mans dels enemics derrotats i en feren un cúmul de tres almuds (30 litres de capacitat aproximadament)[1].

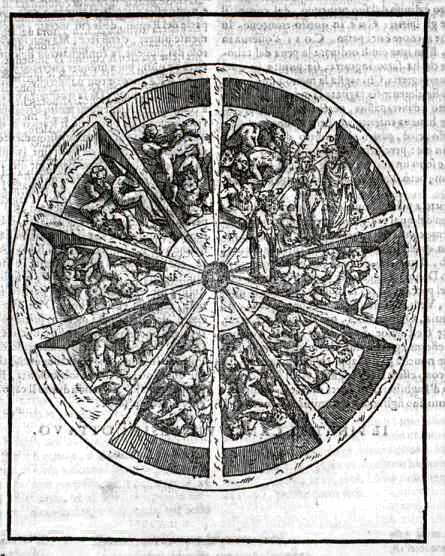
La novena fossa vista per Alessandro Vellutello (1534)

·  La de Robert el Guiscard, que va intentar conquistar la Puglia al segle XI;
·  Les guerres angevines, en particular:
·  La batalla de Benevent, on fou derrotat Manfred, per la qual els barons del Regne de Nàpols foren traïdors ("van ser traïdors tots els pullesos"), fent passar a Carles d'Anjou a Ceprano, la veritable porta d'entrada al regne a través del pas sobre el riu Liris
·  La batalla de Tagliacozzo, on Conradí de Sicília (1268) va ser enganyat i derrotat, gràcies als consells donats per Alardo de Valéry a Carles I d'Anjou. Segons aquest pla, Carles va donar l'armadura i les insígnies al seu ajudant de camp, el noble Henry de Cousances; quan aquest es va veure vençut, l'exèrcit gibel·lí va creure que havia guanyat i - va trencar les files en l'alegria. En aquell moment van ser atacats i massacrats per les tropes de reserva, amagades en el boscatge i comanades per Alardo.
Aquest costum del poeta, d'insistir en el fet que les batalles decisives que van donar als Angevins el control del sud d'Itàlia havien estat guanyades gràcies a la traïció i fora de les regles de la tradició cavalleresca ("sense armes": sanz'arme) ha estat atribuït a un posicionament polític antiangioví més general de Dante, testimoniat també en altres escrits.

### Mahoma i Alí - vv. 22-63
En aquest punt, Dante comença a descriure els condemnats un a un. El primer que li crida l'atenció està estripat pel centre del pit, com una bóta (barril) que ha perdut la doga central o el fons i en descriure'l, s'allarga amb un menyspreu evident  i amb un llenguatge vulgar i plebeu fent patent  la misèria d'un condemnat cap al qual no vol suscitar la menor idea de compassió. El pecador està estripat per una ferida que li va "des del mentó al forat del pet" (allí on s'emet l'aire intestinal, el cul) i entre les cames li pengen els budells que li cauen del ventre obert: els menuts, les vísceres (cor, pulmó, fetge) i l'estómac indicat aquest amb la més vulgar de les perífrasis: "el fastigós / sac que transforma en merda el que engolim"[2]. A més el condemnat s'obre el pit quasi per produir compassió en Dante, però el desdeny de Dante es reflecteix en tota la mel·liflua mesquinesa de les paraules que li fa dir: "Ara mira com m'esqueixe!, / mira com d'esguerrat està Mahoma! /Davant de mi camina Alí plorant, / amb un tall del mentó fins al tupè.".
Dante probablement va tenir un coneixement parcial de l'islamisme, però en col·locar a Mahoma i al seu gendre Alí ibn Alí Tàlib a les Malebolge, els va retreure no tant professar una falsa religió sinó haver causat la separació de la comunitat dels homes [3]. Les ferides dels dos són complementàries i indiquen continuació del treball d'un en el de l'altre. El contrapàs és clar i és explicat per Mahoma i posteriorment per Bertran de Born: així com ells van dividir la gent ara, el seu cos és dividit per diables armats amb espases, que renoven les seves mutilacions cada vegada que es guareixen amb cada volta de la fossa.
El condemnat, llavors pregunta a Dante, si és un condemnat que dubta  o retarda l'arribada al lloc de la seva pena, i Virgili respon per ell: "Ni li ha arribat la mort ni hi ha cap culpa", és a dir, no és mort ni condemnat, però amb la seva guia ha d'obtenir una "experiència plena" de l'Infern cercle a cercle "i això és tan cert com que t'estic parlant.".

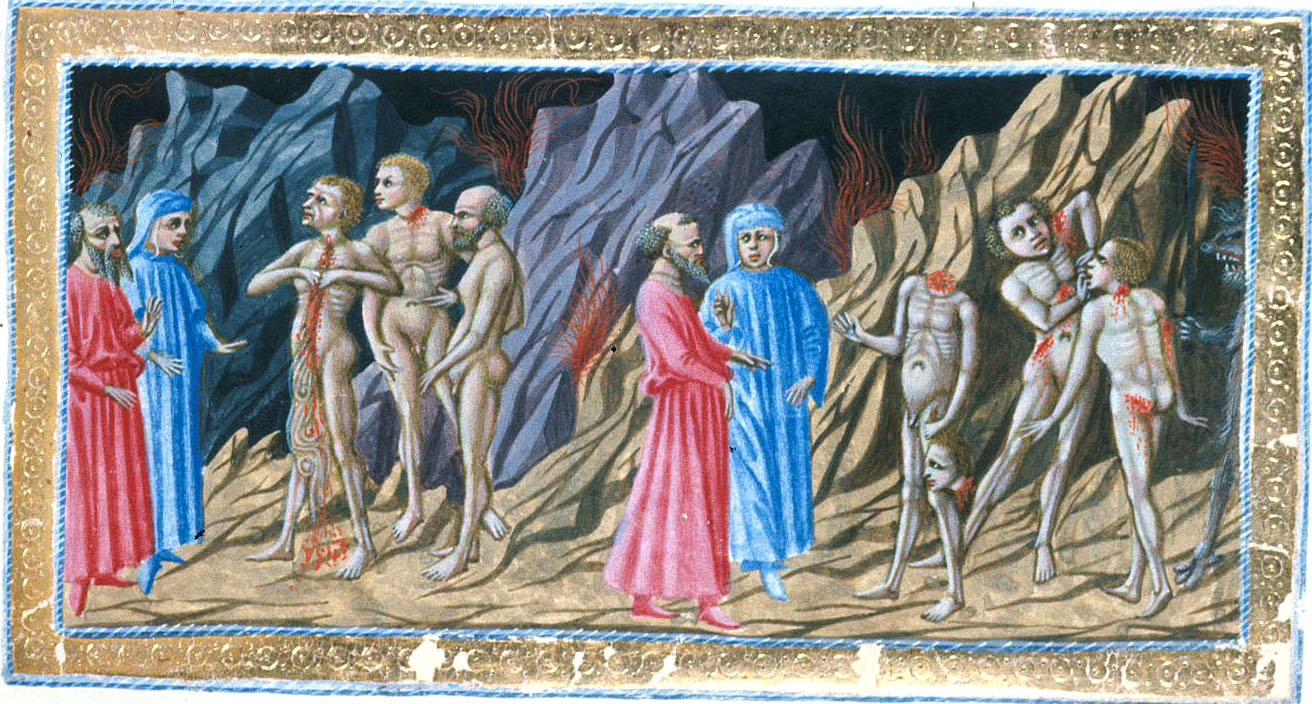
Priamo della Quercia. Il·lustració pel Cant vint-i-vuitè

En sentir que Dante és viu, tot el fossat s'atura a mirar Dante sorprès, "oblidant el suplici". Mahoma queda amb un peu enlaire entre un pas i un altre (imatge poc reeixida de Dante, segons molts crítics, que possiblement és triada per ridiculitzar encara més la figura del condemnat) i es disposa a fer una recomanació a Fra Dolcí a fi de què Dante li digui quan torni a pujar al món dels vius. Amb aquesta menció potser Dante va voler unir el llibertarisme atribuït als dolcinians a la poligàmia admesa en la societat àrab. Mahoma diu: (paràfrasi) "Digues a Fra Dolcí que es procuri queviures si no vol ajuntar-se a mi ben aviat, que serà bloquejat per la neu. Si no ho fa, donarà una victòria fàcil al bisbe de Novara, victòria que altrament no seria gens fàcil d'aconseguir". Fra Dolcí és l'únic heretge "veritable" citat en l'Infern (en el sisè cercle dels heretges, com ja hem vist, només són citats epicuris i ateus). Només després d'acabar de parlar Mahoma pot novament recolzar el peu i marxar.

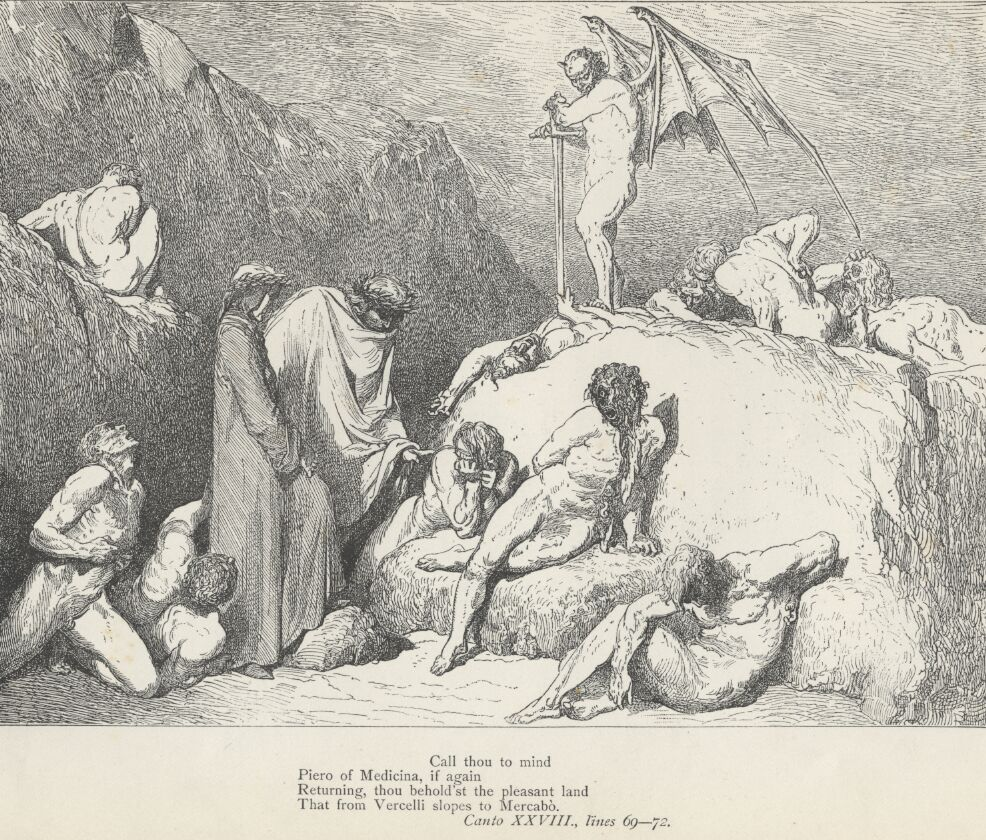
Pier da Medicina en el Cant 28 versos 69-72. Il·lustració de Gustave Doré.

### Pier da Medicina - vv. 64-90
Aquest cant es troba entre els més concorreguts per condemnats, que s'alternen per parlar i actuar l'un després de l'altre amb diferents estils i sentiments.
Després de la vulgar ridiculització de Mahoma, es presenta a Dante un condemnat amb un forat a la gola del qual brolla horriblement sang quan parla; té el nas tallat fins "a sota les celles" i una sola orella; després d'haver-se aturat per la sorpresa, és el primer a prendre la paraula (per dir-ho d'alguna forma, vista la seva gola oberta), després de la sortida d'escena de l'altre.
Diu, girant-se cap a Dante i pregant-li en un to més aviat cortesà, que si ell és qui va conèixer en vida a Itàlia que es recordi d'ell, Pier da Medicina, si mai tornés a veure "la dolça plana / que de Vercelli baixa a Marcabò". Per Vercelli no s'ha d'entendre la ciutat piemontesa, sinó l'antic nom de Voghenza a la província de Ferrara. Aquesta rememoració  del dolç món dels vius està juntament amb la de Francesca de Rimini, entre les més commovedores.
També Piero té un missatge per donar als vius: que expliqui als dos millors de Fano, Guido del Cassero i Angiolello da Carignano, que, si la facultat de predir el futur per part dels condemnats de l'Infern no és mentida, seran llançats al mar des del seu vaixell pel mètode de "mazzeratura" (ofegar al condemnat en una bossa tancada i plena de pedres llançada al mar) prop de Cattolica, per la traïció d'un sinistre tirà guerxo (Malatestino da Rimini, citat indirectament al Cant XXVII quan es parla de la situació política de la Romanya)[4], una acció tan malvada, com no va veure mai, entre Xipre i Mallorca (és a dir, a la Mediterrània) Neptú, ni per part dels pirates, ni dels grecs (i proverbialment cruels, argòlics). En aquest i l'anterior passatge de Mahoma, els condemnats semblen voler contraposar a la tràgica carnisseria de la fossa una imatge de la terra dels vius que també és tràgica, enfosquida per la violència i els assassins.[5]
Aquest tirà traïdor, que només hi veu per un ull (de fet era anomenat "el Guerxo") i que posseeix Rímini, una terra que aquest condemnat del meu costat (Curió, descrit en els versos següents), voldria no haver vist mai, els cridarà (a Guido i Angiolello) per parlamentar i després actuarà de tal manera que no els serà necessari pregar o fer vots per superar el vent de Focara (és a dir, ja estaran morts quan el vaixell passarà per Focara, lloc habitual de tempestes).

La manca d'una font qualsevol d'arxiu sobre l'incident futur mencionat, ha fet pensar a alguns comentaristes que fins i tot aquí, Piero volgués allargar el seu pecat com a sembrador de discòrdia, establint-la després de mort entre els dos de Fano i el senyor de Rimini, fins i tot si la precisió de la història té més un gust de revelació, però tractant-se d'un fet greu podria haver passat també que, com en altres casos, el poder de l'interessat (Malatestino Malatesta), n'hagi fet desaparèixer, qualsevol menció en els documents.

### Curió - vv. 91-102
Dante ha quedat dubitatiu respecte a qui és el condemnat al qual la vista de Rimini és molesta, segons la perífrasi de Pier da Medicina, per això en demana explicacions. Per tota resposta Piero pren el seu company per la mandíbula i brutalment li obre la boca perquè es vegi com té la llengua tallada i, per tant, és mut. Se'l descriu com aquell que un cop expulsat de Roma, va interrompre els dubtes de Cèsar, afirmant que al que està preparat (proveït de tropes), sempre li és pitjor esperar, i Dante clou descrivint l'horrible aspecte del condemnat: "Quina impressió que em feia d'espantat, / amb la llengua tallada dins la gola, / Curió, que fou tan atrevit parlant!".

Gaius Curió era tribú de la plebs i, segons Lucà, va passar del costat de Pompeu al de Cèsar durant la guerra civil perquè per corrupte fou exiliat de Roma. Es va unir amb Cèsar a Ravenna el 49 aC, feu de correu per les seves cartes i quan li va portar de Roma aquella que li ordenava retirar l'exèrcit si no volia ser declarat enemic de la pàtria, va aconsellar al general de travessar el Rubicó, deixant de dubtar i marxant sobre Roma. A aquesta circumstància de què Curió hagués tingut influència sobre Cèsar en la decisió de marxar sobre Roma, els historiadors antics - Cèsar el primer- no en fan menció. Després de tot Rimini, sempre ha estat al sud del Rubicó i, per tant, en el moment de la trobada entre tots dos, el dau famós ja havia estat tirat ("alea iacta est") [6]

### Mosca dels Lamberti - vv. 103-111
Però ja un quart condemnat apareix davant Dante, té aixecats els monyons dels braços perquè té ambdues mans tallades i, cosa particularment horrorosa, la sang li raja sobre la cara
«cridà: "també has de recordar Mosca,
que digué, ai las!:'Si està fet, està fet',

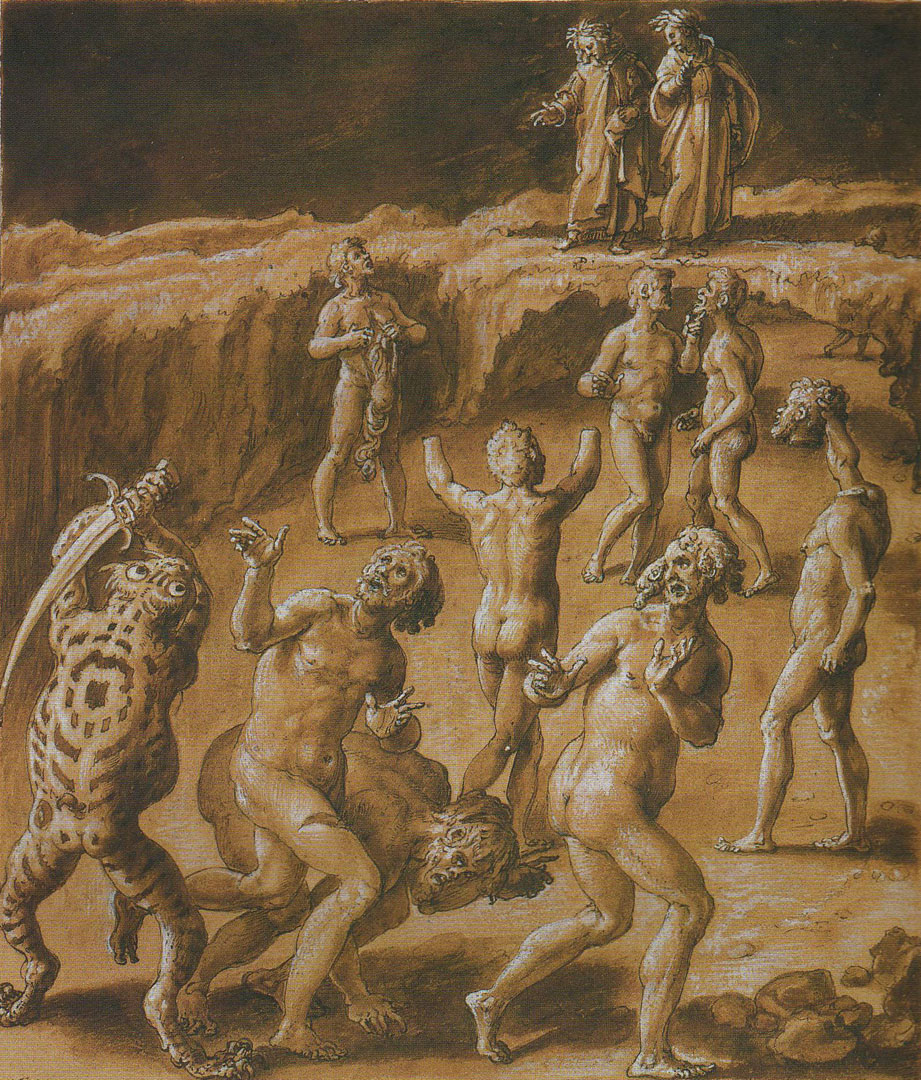
Infern cant XXVIII segons Giovanni Stradano (1587)

mots de mala llavor per als toscans."
Vaig afegir:"I de mort per als teus"
i llavors ell, acumulant dos dols,
se n'anà com persona trista i boja.»
(vv. 106-111)

Aquest condemnat és Mosca dels Lamberti, ja citat al Cant VI entre els que en vida: "pretenien obrar bé", en l'episodi de Ciacco i que aquí és recordat per la frase "Si està fet, està fet" (Cosa fatta capo ha), amb el significat probable de: assassinem-lo i vist i no vist; també entesa com: sols les coses acabades tenen un propòsit; dubtar o ajornar, no condueix enlloc (no és casualitat que es trobi al costat de Curió, en aquest cas el seu homòleg antic). La famosa frase citada inclús per Villani, fou pronunciada a propòsit de l'assassinat de Buondelmonte dels Buondelmonti, per venjar l'ofensa d'haver repudiat una noia dels Amidei. De la lluita entre els Amidei i els Buondelmonti els cronistes medievals en fan l'origen de la divisió ciutadana entre Güelfs i Gibel·lins
Dante en aquest episodi li recorda bruscament com fins i tot els Lamberti, els gibel·lins, van patir la mateixa sort que els Uberti, sent exterminats i exiliats durant les lluites d'aquell període (prou per ser perseguits pel bàndol güelf després de la victòria de Benevent); després d'aquesta trista menció el condemnat se'n va entristit i fora de si. En aquest episodi no hi ha res de la magnanimitat d'altres grans esperits com Farinata degli Uberti o, en menor mesura, Tegghiaio Aldobrandi.

### Bertran de Born - vv. 112-142
Dante no mostra signes de voler marxar (el següent cant explicarà per què), i veu una cosa que, contada sense testimonis, ningú no creuria; ho explica perquè la seva consciència neta, el fa sentir segur de si mateix; en cas contrari, ni tan sols l'hauria mencionat (Dante utilitza sovint aquestes premisses adreçant-se al lector quan està a punt de descriure alguna cosa especialment prodigiosa). Un home amb el cap tallat camina portant-lo en la mà agafat pels cabells: "com si en la mà duguera una llanterna," i mira els dos poetes dient "Oh me" (Pobre de mi!).
"És una sola persona i dos junts ("i n'eren dos en un i un en dos") només Déu sap com això és possible". Descaradament, l'ànima decapitada s'aproxima al pont i, un cop que arriba al peu mateix del pont, aixeca la mà i el braç de manera que el cap que parla sigui visible. A continuació, es presenta amb aquestes paraules: "Mira l'horrible pena, / tu que vas visitant morts i respires: / mira si en veus cap tan gran com aquesta.". Amb la fi que tu (Dante) portis notícies meves al món dels vius; sàpigues que jo sóc Bertran del Born, aquell que va donar al jove rei (Enric el Jove) els mals consells posant-lo contra el seu pare (Enric II), fent pitjor del que va fer Aquitofel amb Absaló i el Rei David.

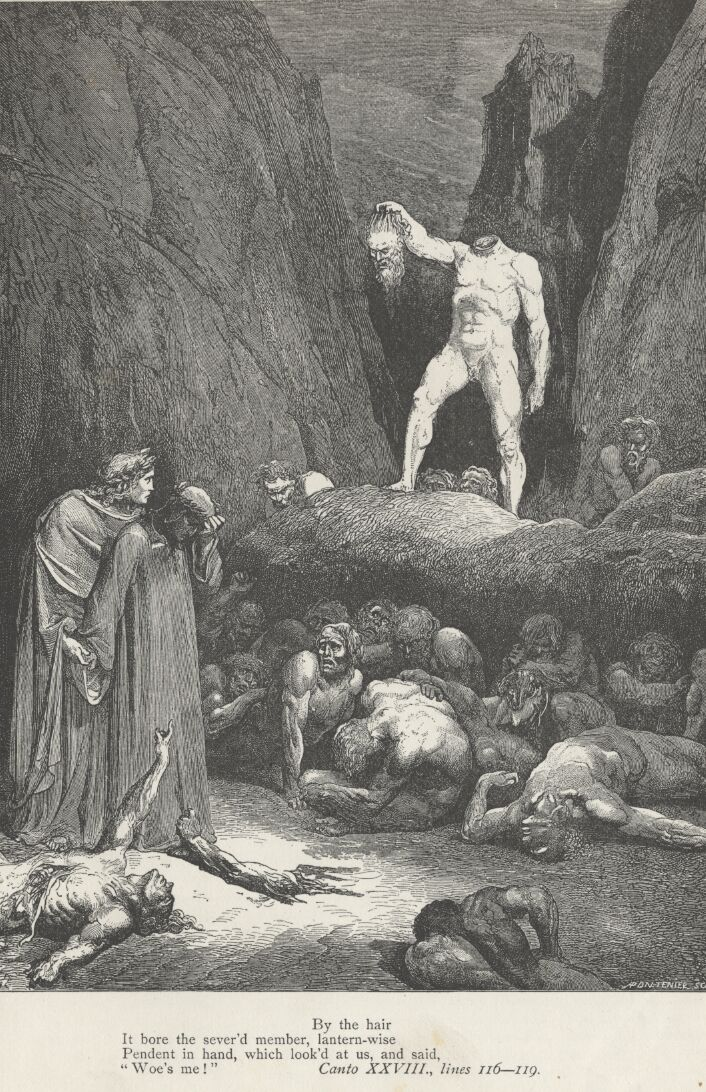
Infern cant XXVIII, versos 118-142. Bertran de Born. Il·lustració de Gustave Doré.

En Bertran de Born, el famós trobador (segona meitat del segle XII), feudatari del rei Enric II d'Anglaterra pel seu castell de Hautefort, va sembrar la discòrdia entre el rei i el seu fill, dit  "el rei jove"[7]. Els comentaristes provençals el pinten com a: "bon cavaller i bon guerrer i bon galantejador i bon trobador i assenyat i eloqüent"[8]. Les causes de les desavinences entre pare i fill li foren atribuïdes i per això Dante el col·loca en aquest fossat. De fet al començament del cant hi ha una construcció, que sembla un homenatge o imitació de la versificació o dels temes que exposa Bertran de Born en dos poemes, del primer que és el plany per la mort del rei jove, "Sui tuit li dol e·lh plor e·lh marrimen" sembla prendre'n el format (vegeu v. 7 i següents del cant) "Si s'ajuntessin tots els dols, els plors, les tristeses, les dolors, els danys i les malaurances que hom hagi sentit mai en aquest món mesquí, semblarien lleugers davant la mort del jove rei anglès..., del segon" Be·m platz lo gais temps de pascor"(Em plau el temps de primavera) la descripció de l'escenari de les batalles i el paisatge posterior, de fet la descripció de la novena fossa és com un paisatge després d'una batalla.
Aquitofel, conseller del rei David, també fomentà l'odi entre aquest i el seu fill Absaló.
L'expressió:"Mira l'horrible pena, ... mira si en veus cap tan gran com aquesta." és presa de la Bíblia (Llibre de les Lamentacions I, 12), i serà utilitzada amb alguna diferència fins i tot en el Cant XXX, el del Mestre Adam.

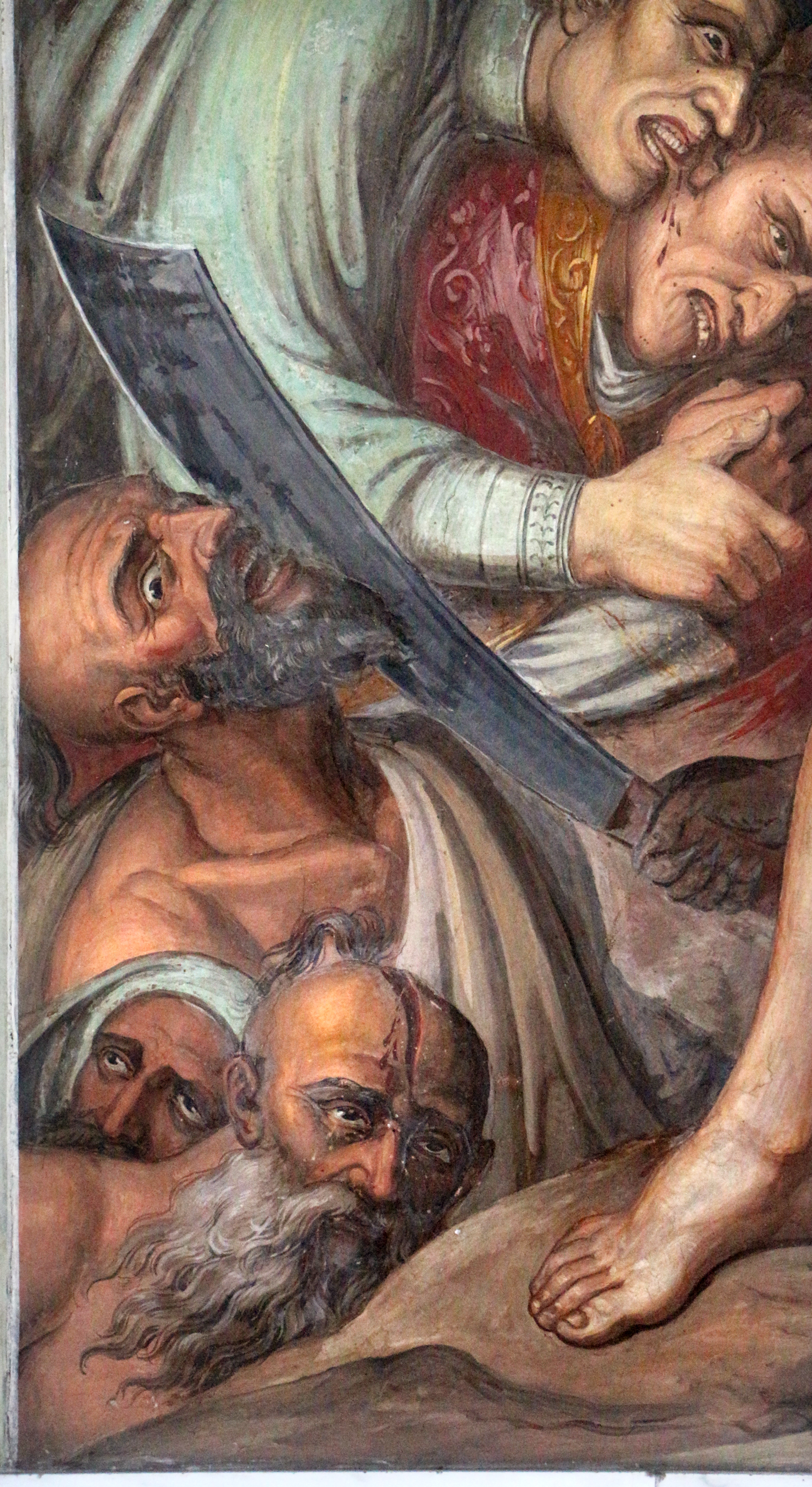
El martiri dels sembradors de discòrdia segons Joseph Anton Koch, 1825-28

A continuació, segueix una de les rares explicacions explícites del contrapàs, que fins i tot s'anomena aquí:

«"Per separar dos d'una sang, és just
que jo porte el cervell tallat, ai las,
del seu principi, que és en aquest bust.
I en mi es compleix la llei del contrapàs".»
(vv. 139-142)

## Recitat del Cant Vint-i-vuitè a la xarxa
- Vittorio Gassman: https://www.youtube.com/watch?v=jZbhSMV9ibQ&t=587s
- Lectura i comentari de Vittorio Sermonti: https://www.youtube.com/watch?v=8Qd7yyxgKRk&t=1210s
- Paràfrasi i imatges animades: https://www.youtube.com/watch?v=OFrxbEKOyUA